# Vini Vici
Vini Vici is een Israëlisch DJ-duo op het gebied van psychedelic trance-muziek. Het werd in 2013 opgericht door producenten Aviram Saharai en Matan Kadosh, die beiden eerder deel uitmaakten van het project Sesto Sento.

## Carrière
Vini Vici bestaat uit de twee muzikanten Aviram Saharai en Matan Kadosh. Beiden zijn afkomstig uit Afula, een stad in het noorden van Israël, en werken al sinds het begin van de jaren 2000 samen, onder meer aan het tranceproject Sesto Sento. Tegelijkertijd zijn beide producers zowel solo als in andere samenwerkingsprojecten actief. De bedoeling van het duo bij de oprichting van Vini Vici was om old-school sound te verpakken met nieuwe en futuristische ideeën.  Na de oprichting kwam het duo onder de aandacht van het platenlabel "Iboga Records" en het boekingsbureau "FM Bookings". Ze tekenden elk een contract, waarna ze in contact kwamen met grotere namen in het genre, waaronder Liquid Soul en Captain Hook.
Op 5 november 2013 brachten ze hun debuut release uit. Dit gebeurde in de vorm van een dubbelsingle bestaande uit de nummers Divine Mode en Trust in Trance. Ze hadden echter al sinds september 2013 een reeks nummers uitgebracht op hun SoundCloud-account. Na een succesvolle start volgden nog meer single releases, die hen allemaal in de officiële Beatport Top 100 brachten.[2] Tegelijkertijd begonnen ze met live tours met optredens over de hele wereld.
In 2015 brachten ze hun debuutalbum Future Classics uit,[3] dat nummer twee bereikte op Beatport. Tegelijkertijd werd de trance DJ Armin van Buuren zich bewust van het duo en plaatste hun single The Tribe in zijn radioshow A State of Trance. Tegelijkertijd produceerde hij een bewerking van het lied. In hetzelfde jaar werden ze gerangschikt als nummer één psychedelic trance-artiesten op Beatport en ontvingen ze een prijs voor "Best verkopende track".
Met een remix van het nummer Free Tibet van het Franse psytrance project Hilight Tribe, uitgebracht in het voorjaar van 2016, vergrootten ze plotseling hun fanbase; de track bereikte binnen een paar maanden 15 miljoen views op YouTube en nummer twee in de officiële Beatport charts, waardoor het de eerste psytrance track ooit werd die de Beatport top 10 haalde. Festival populariteit volgde met het toenemende gebruik van psy-trance producties in DJ sets. Tegelijkertijd waren er meer dan 220 optredens op festivals als A State Of Trance, Tomorrowland en de Sunburn GOA. De opvolgende singles We Are the Creators en Colors konden het commerciële succes echter niet evenaren.
Eind 2016 bracht Vini Vici een samenwerking uit met Armin van Buuren, waarin ook Hilight Tribe weer te horen was. Het liedje is getiteld Great Spirit. Het bereikte de top 5 op Beatport en had meer dan een miljoen views binnen twee weken. De track kreeg steun van alle DJ beroemdheden. Bovendien werd Great Spirit geremixt door de Nederlandse hardstyle-producer Wildstylez, waardoor het nummer ook in die track terechtkwam. Armin van Buuren zelf zei over de samenwerking: "Ik wilde al met Vini Vici werken sinds zij deze muziekscene begonnen. Weinig muzikanten hebben zo'n goed gedefinieerde merkherkenning."
Ze begonnen 2017 met de nummers FKD up Kids en In & Out. De laatste was een samenwerking met Emok, Martin Vice en Off Limits. In juli 2017 brachten ze het nummer Ravers Army uit, waarmee ze een stap richting technomuziek zetten. Op 15 juli 2017 haalde het Belgische dj-duo Dimitri Vegas & Like Mike Vini Vici op het podium tijdens hun optreden op het Airbeat One Festival in Duitsland om een gezamenlijke productie te presenteren.
Op 27 juli 2017 bracht het Nederlandse dj-duo W&W een officiële teaser uit van hun samenwerking Chakra met Vini Vici. Het nummer leunt zwaar op hun psychedelische trance stijl, wat cruciaal was in waarom men vermoedde dat het nummer een release was onder W&W's trance zijproject NWYR. Op Tomorrowland 2017 bracht W&W Saharai op het podium aan het begin van het nummer om de track samen uit te voeren. Op 18 september 2017 werd het nummer als single uitgebracht.
De samenwerking met Dimitri Vegas & Like Mike, die het jaar daarvoor in première ging, werd op 6 april 2018 als single uitgebracht. Het is getiteld The House of House en is gebaseerd op het gelijknamige liedje van Cherrymoon Trax uit 2003, met Cherrymoon Trax ook in de hoofdrol. Slechts een korte tijd later koppelde de Amerikaanse dj en producer Steve Aoki zijn samenwerking met het duo aan zijn EP 5OKI. Het nummer is getiteld Moshi Moshi en bevat extra vocalen van Aoki's moeder.